# Fachkonferenz (Schule)
Als Fachkonferenz (abgekürzt: FK) wird ein Mitwirkungsgremium an deutschen Schulen bezeichnet.

## Fachkonferenz in Brandenburg
Die Fachkonferenz wird für jedes einzelne Schulfach oder für mehrere Schulfächer zusammen gebildet und berät über alle das Fach oder den Fachbereich betreffenden Angelegenheiten. Im Rahmen der Beschlüsse anderer Gremien wie der Lehrerkonferenz und der Schulkonferenz entscheidet sie u. a. über Lehr- und Lernmittel, Leistungsbewertung, Fortbildungen und fachinterne Bewertungskriterien.
Zu ihren Mitgliedern gehören alle Lehrer, die in dem entsprechenden Fach unterrichten, und Vertreter der Schüler und der Eltern als beratende Mitglieder.